# Hansa 1100 (1934)
Der Hansa 1100 ist ein von 1934 bis 1939 gebautes Mittelklassefahrzeug der Hansa-Lloyd- und Goliath-Werke Borgward & Tecklenborg in Bremen-Hastedt. Gleichzeitig kam das stärker motorisierte Modell Hansa 1700 heraus.

## Geschichte
Die Prototypen wurden auf der Berliner Automobil-Ausstellung im März 1934 vorgestellt. Die Serienfertigung begann noch im selben Jahr.
Der auf der Messe im März 1934 angegebene Preis für den Wagen lag bei 1680 Reichsmark.
1939, nach anderen Angaben schon 1938, musste die Fertigung eingestellt werden, weil der Schell-Plan dem Unternehmen nur noch die Fertigung eines schweren Pkw-Typs mit einem Hubraum zwischen 2,0 und 3,0 Liter erlaubte.

## Motor, Getriebe und Fahrwerk
Der Vierzylinder-Reihenmotor des Hansa 1100 hatte eine Leistung von 27,5 PS (20 kW) bei 3600/min. Mit einer Bohrung von 65 mm und einem Hub von 82 mm betrug der Hubraum 1088 cm³. Das Verdichtungsverhältnis wird mit 5,8 : 1 angegeben. Die hängenden Ventile wurden von einer seitlichen Nockenwelle über Stoßstangen und Kipphebel betätigt (OHV-Ventilsteuerung), die ihrerseits mit Stirnrädern angetrieben wurde. Das Gemisch bereitete ein Einfachvergaser des Typs Solex 26 BFLH auf.
Der Sechszylinder-Reihenmotor des Hansa 1700 hatte einen Hubraum von 1634 cm³ und leistete 40 PS (29 kW) bei 3800/min. Bohrung, Hub und Verdichtung entsprechen denen des Vierzylindermodells. Als Vergaser kam ein Solex 30 BFLH zum Einsatz.
Die Höchstgeschwindigkeit aller Karosserievarianten des Hansa 1100 lag bei 90 km/h, die viersitzigen Modelle des Hansa 1700 fuhren bis zu 100 km/h schnell, die zweisitzigen Sportmodelle bis zu 103 km/h.
Alle Wagen hatten ein Vierganggetriebe mit Schalthebel in der Wagenmitte (Knüppelschaltung). Synchronisiert war keine der Fahrstufen. Angetrieben wurden die Hinterräder.
Die Aufbauten ruhten auf einem vorn und hinten gegabelten Zentralkastenrahmen. Die Vorderräder waren an zwei Querblattfedern aufgehängt, die hintere Pendelschwingachse an einer. Alle 4 Räder wurden hydraulisch gebremst; die Handbremse wirkte auf die Hinterräder. Die Wagen hatten die zu ihrer Zeit üblichen Schmiernippel zur Schmierung der Gelenke.
Der Benzinverbrauch des Hansa 1100 lag bei 9,5 Liter/100 km, der des Hansa 1700 bei 11,5 Liter/100 km.

## Karosserien
Beide Typen waren als zweitürige Limousinen, zweitürige Cabriolimousinen und zweitürige sowie viersitzige Cabriolets erhältlich; die Türen waren hinten angeschlagen. Ab 1935 gab es vom Hansa 1700 ein Sportcabriolet mit zwei Sitzen, ab 1936 auch vom Hansa 1100. 1936 und 1937 war nur der Hansa 1700 auch als zweisitziger Roadster erhältlich. Die Stromlinienkarosserien hatten einen nach hinten geneigten Kühlergrill zwischen den einzeln stehenden Scheinwerfern. Die Kotflügel waren schwungvoll nach hinten gezogen; die vorderen endeten an den A-Säulen, die hinteren in einem flach zulaufenden Heck.

## Galeriebilder

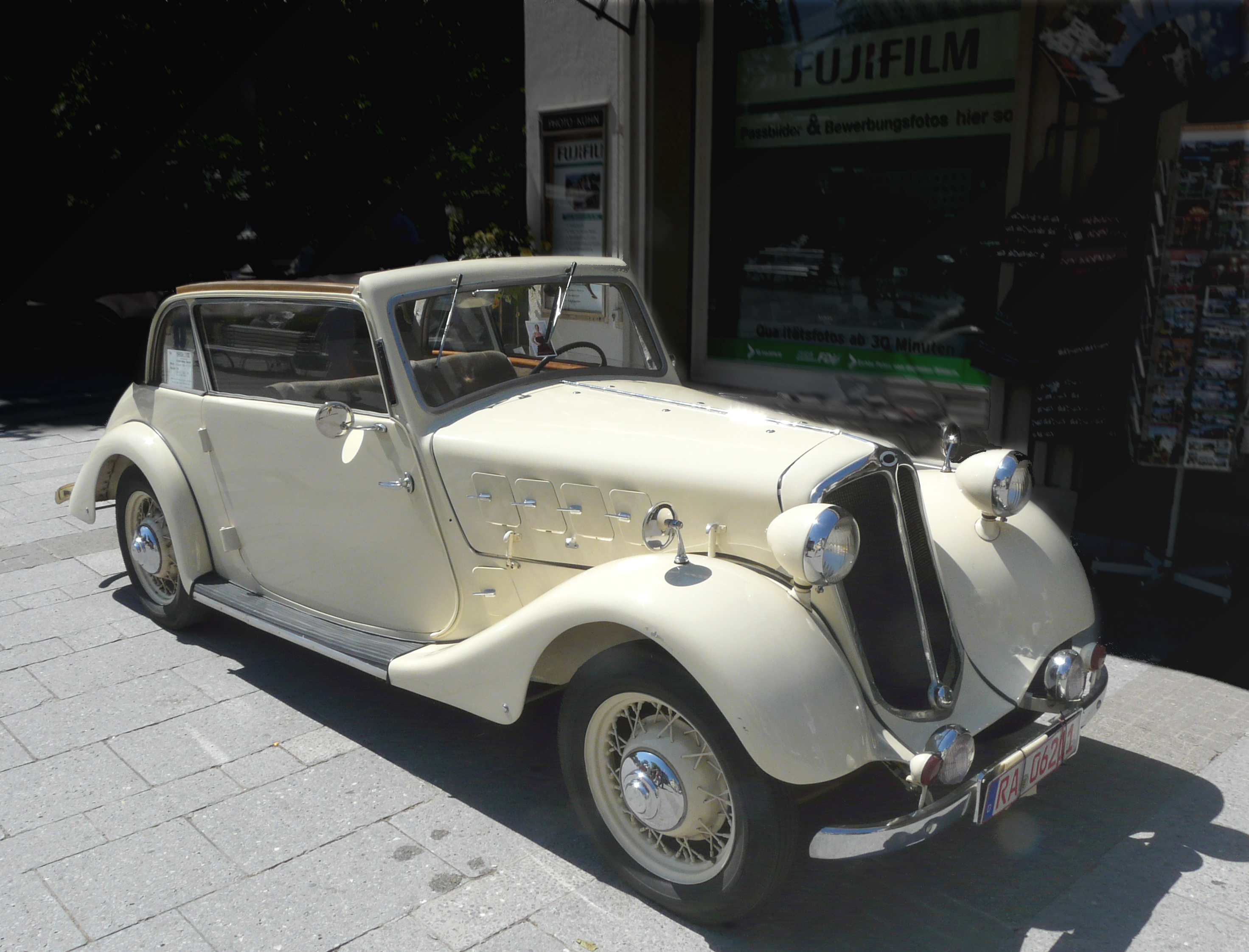
Hansa 1100 Cabriolimousine (1937)
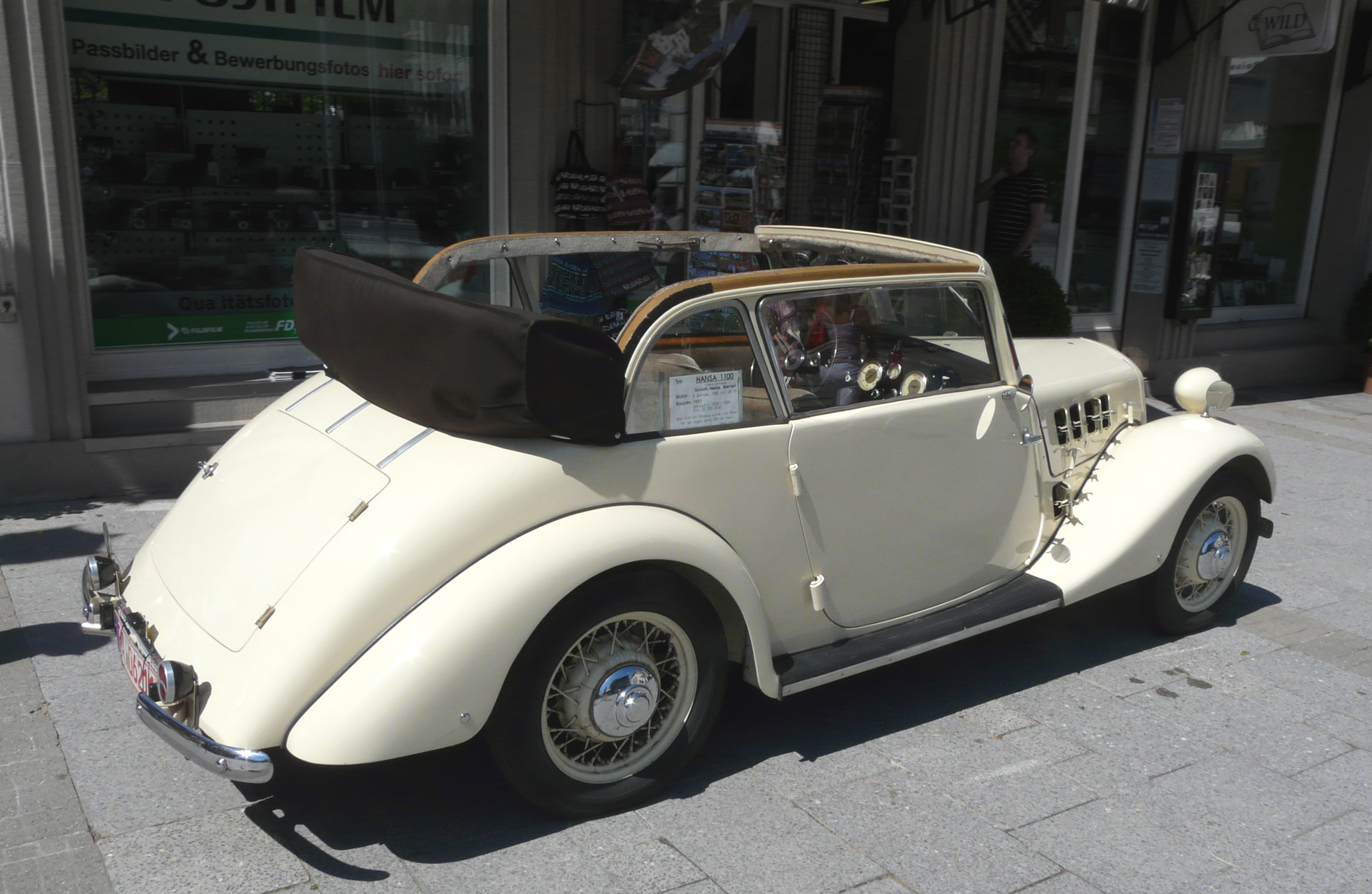
Heckansicht
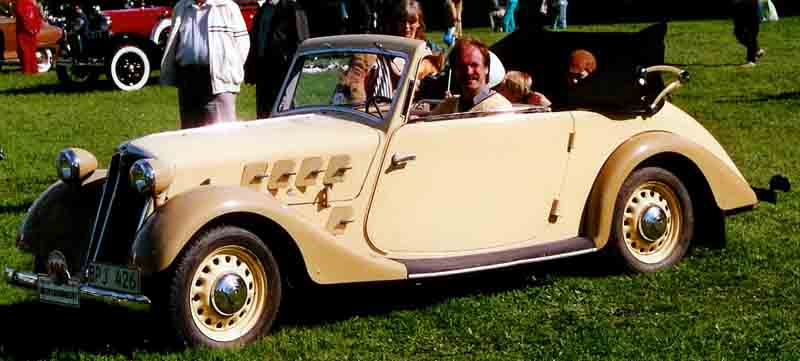
Hansa 1100 Cabriolet (1939)
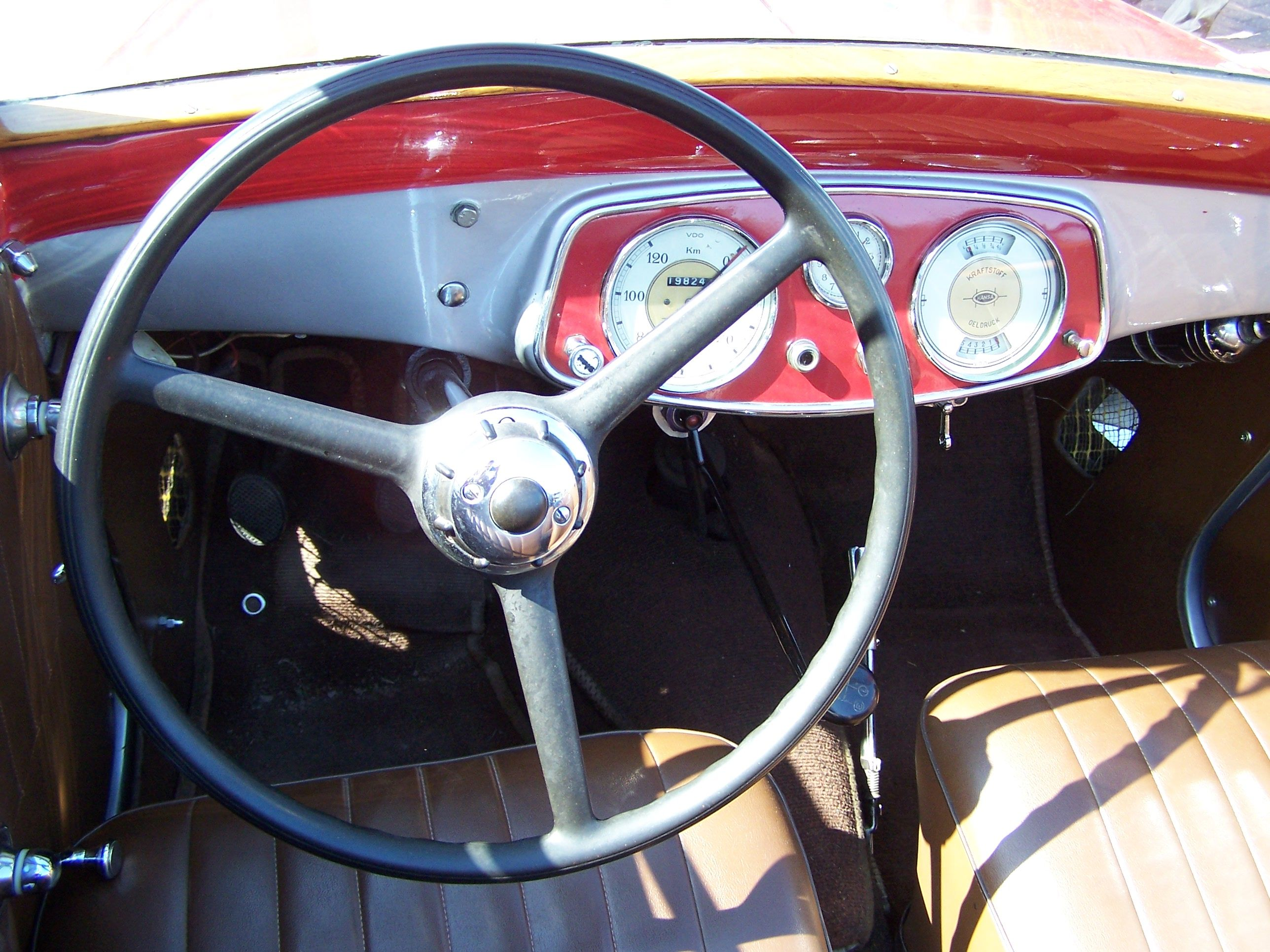
Armaturenbrett
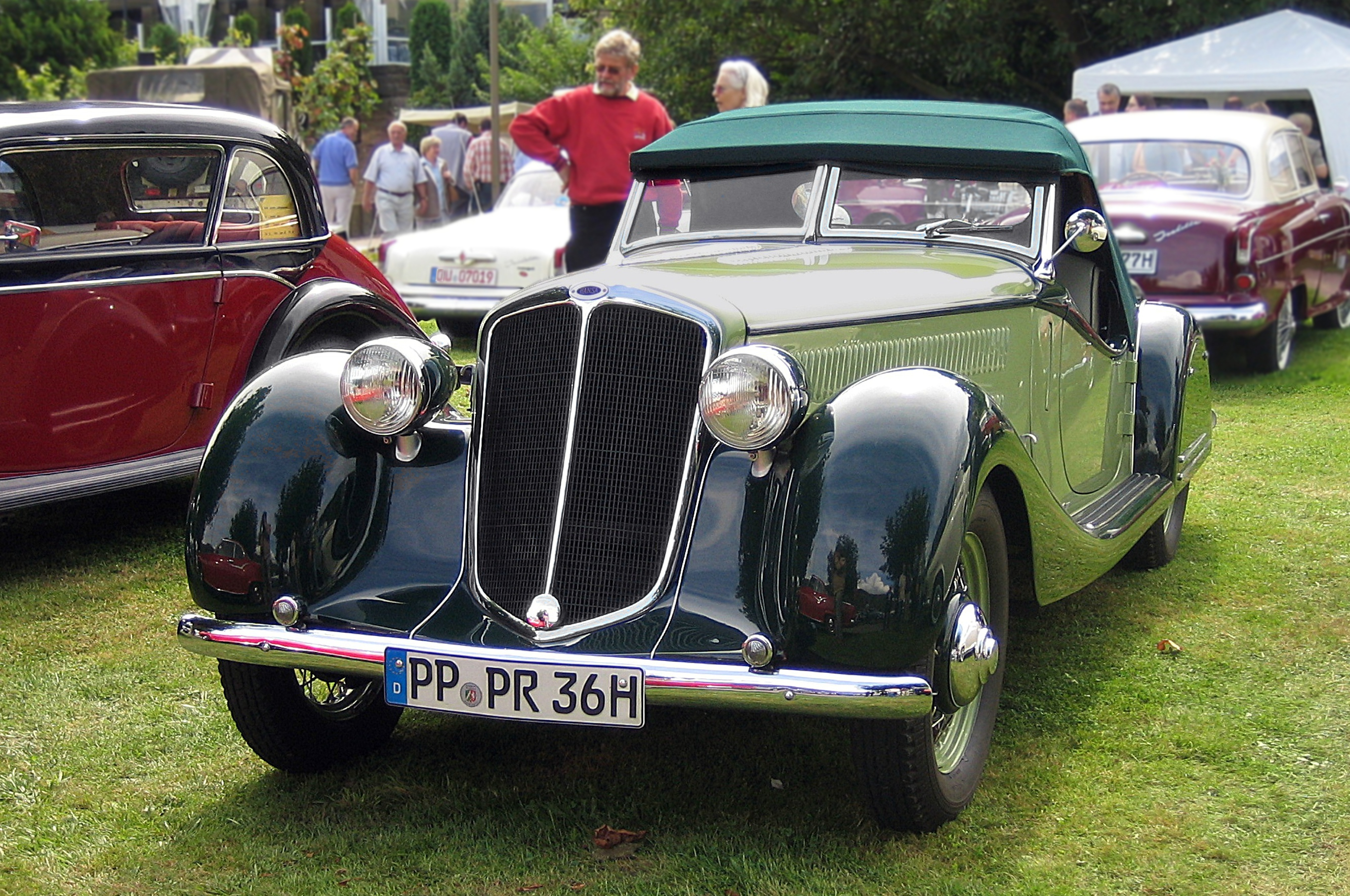
Hansa 1700 Sportroadster
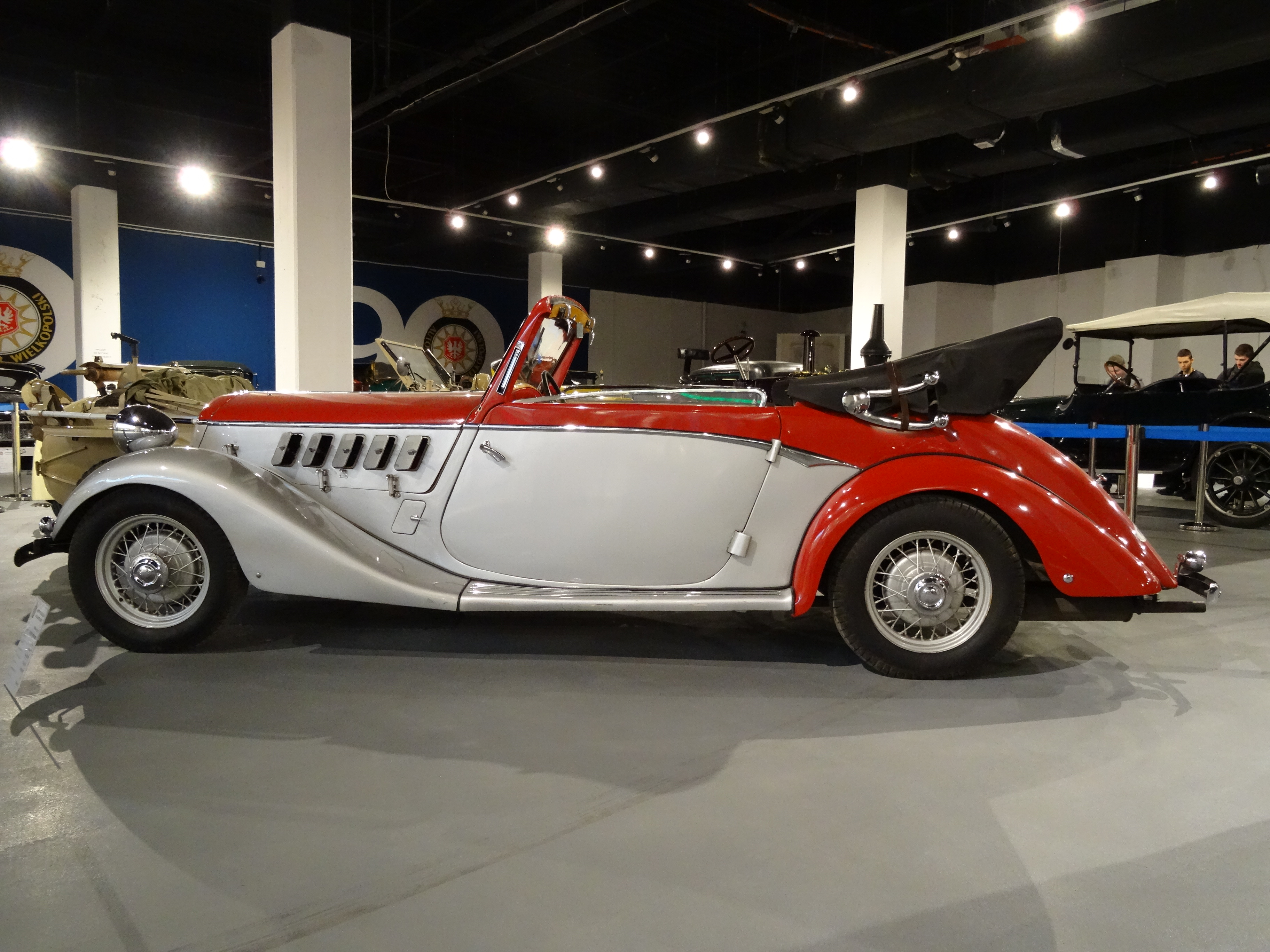
Hansa 1700 Cabriolet